# Юзимяново
Юзимя́ново, Юзимя́н (баш. Йөҙимән) — деревня в Гафурийском районе Башкортостана, входит в состав Саитбабинского сельсовета.

## Географическое положение
Расстояние до:
- районного центра (Красноусольский): 46 км,
- центра сельсовета (Саитбаба): 11 км,
- ближайшей ж/д станции (Белое Озеро): 60 км.

## Население
| 2002 | 2009 | 2010 |
| ---- | ---- | ---- |
| 337  | ↗377 | ↘317 |

Согласно переписи 2002 года, преобладающая национальность — башкиры (100 %).

## Религия
В селе есть мечеть «Гульсира».

## Известные уроженцы
- Абсалямов, Хамза Салахетдинович (род. 1930) — нефтяник.
- Идрисов, Миндулла Салимьянович (род. 1948) — Народный артист республики Башкортостан.